# Treinta de Agosto
Treinta de Agosto, aussi stylisé 30 de Agosto, est une localité argentine située dans le partido de Trenque Lauquen (es), dans la province de Buenos Aires.

## Histoire
L'origine de la localité de Treinta de Agosto est due à la Colonia La Fortuna, l'une des plus anciennes du district. L'administration était dirigée par Miguel Llambías, qui représentait les propriétaires par l'intermédiaire de la société Coelho y Cía, qui en 1905 a vendu les champs à Justo G. de Urquiza. Plus tard, le 8 décembre 1908, dans le partido de Lomas de Zamora, le Dr Justo G. de Urquiza vend à MM. Julio Doblas et Roberto Urquiza les terres de sa propriété située dans le district de Trenque Lauquen. L'enregistrement de l'acte a été effectué à Mercedes le 15 février 1909. Et dix mois plus tard, les nouveaux propriétaires du terrain demandent au gouvernement de Buenos Aires d'approuver le tracé de la ville et de la colonie de Treinta de Agosto, qui est réalisé par le géomètre E. Cadet.
Le nom proposé pour la localité commémore la date à laquelle le Ferrocarril Oeste de Buenos Aires, le premier chemin de fer d'Argentine, a commencé à fonctionner, point de départ du système de communication qui finirait par s'étendre pour unir une grande partie du pays. Le 31 mars 1911, le pouvoir exécutif de Buenos Aires a approuvé le plan d'aménagement de la ville avec 463 hectares, sur un total de 9 100 qui comprenait le secteur des fermes, et a accepté l'imposition du nom de Treinta de Agosto, qui commémore la date de mise en service du Ferrocarril Oeste le 30 août 1857.
L'approbation du Ferrocarril Oeste pour la pose des rails pour Pehuajó - Tres Lomas qui traverserait les champs du partido de Trenque Lauquen, dans la zone : Duhau, Corazzi, 30 de Agosto et La Porteña, a valorisé ces terres et c'est ce qui a conduit les derniers acquéreurs à réaliser le mesurage et la vente ultérieure de la nouvelle ville. Les terres ont été vendues aux enchères par lots, tels que des quintas, des fermes et des parcelles de terre.

## Démographie
La localité compte 4 777 habitants (Indec, 2010), ce qui représente une augmentation de 13,6 % par rapport au recensement précédent de 2001 qui comptait 4 204 habitants.

## Religion
| Diocèse  | Nueve de Julio     |
| -------- | ------------------ |
| Paroisse | Santa Rosa de Lima |